# Sampedor
Sampedor (en catalán y oficialmente Santpedor) es una villa y municipio español de la provincia de Barcelona, ubicada en la comunidad autónoma de Cataluña. Está situada al norte de la localidad de Manresa, en el sector más llano de la comarca del Bages. Destaca también por ser el lugar de nacimiento del entrenador y futbolista Pep Guardiola y el Tambor del Bruch.

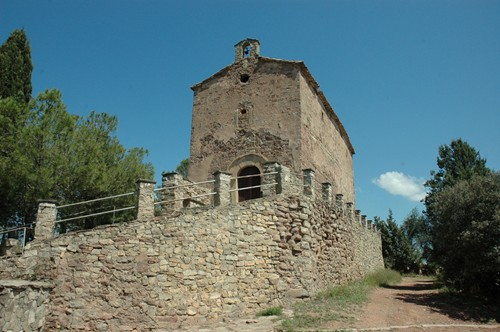
Ermita de San Francisco de Sampedor.

## Topónimo
El nombre de Sampedor es una evolución de Sant Pere d'Or en catalán, y este a su vez del latín Santus Petrus de Auro. El nombre evolucionó fonéticamente a Sampedor, hasta que en 1979 se recuperó la forma etimológica. Por la localidad pasa el río d'Or.

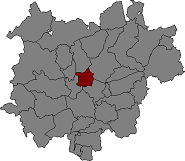
Localización de Sampedor en el Bages.

## Símbolos

### Escudo
Escudo embaldosado cortado: primero de sinople, con dos llaves en palo con los dientes arriba y adosadas, la de la diestra de oro y la de la siniestra de argén; segundo de oro, cuatro palos de gules. Por timbre una corona mural de villa.
Fue aprobado el 22 de septiembre de 1995.
Las llaves son el atributo de San Pedro, patrón de la villa. Los cuatro palos del escudo de los reyes de la Corona de Aragón recuerdan la jurisdicción real sobre la población, que tenía el privilegio de enviar un delegado al Parlamento y era una "calle de Barcelona", por concesión de Martín I el año 1400.

## Demografía
Sampedor cuenta con una población de 7716 habitantes (INE 2024).
| Gráfica de evolución demográfica de Sampedor entre 1842 y 2021 |
| |
| Población de derecho según los censos de población del INE. Población de hecho según los censos de población del INE.En estos censos se denominaba Sampedor: 1842, 1857, 1860, 1877, 1887, 1897, 1900, 1910, 1920, 1930, 1940, 1950, 1960, 1970 y 1981. |

### Núcleos de población
El municipio de Sampedor está formado por dos entidades de población:
- Sampedor
- El Mirador de Montserrat

### Lista de población por entidades
| Entidad de población      | Habitantes (2018) |
| ------------------------- | ----------------- |
| Mirador de Montserrat, El | 487               |
| Sampedor                  | 7045              |

### Evolución demográfica
| 1885                       | 1918 | 2363 | 4347 | 6263 | 6557 | 6787 |
| (Fuente: [cita requerida]) |      |      |      |      |      |      |

## Economía
Sampedor dedica la mayor parte de su término municipal a la agricultura, destacando la producción de cereal(cebada, trigo, triticale) y colza.   También dispone de áreas industriales en desarrollo, particularmente industria metalúrgica.

## Entorno natural
Destaca por ser un pueblo con buena parte del entorno dedicada al cultivo de cereal, por lo que tiene un entorno natural de tipo mosaico, donde se combinan pinares con campos de cultivo de cereal. 
Desde hace unos años se trabaja en la recuperación y acondicionamento de los humedales del sur de la villa, el llamado "Aiguamoll de la Bòbila" donde se ha constatado la existencia de especies ornitológicas interesantes.  

## Administración
| Periodo   | Nombre                | Partido                           |
| --------- | --------------------- | --------------------------------- |
| 1979-1983 | José Sala Coll        | Designado por el gobernador civil |
| 1983-1987 | Juan Carreras         | Independientes                    |
| 1987-1991 | Josep Mª Mas          | CiU                               |
| 1991-1995 | Josep Santamans       | PSOE-PSC                          |
| 1995-1999 | Josep Santamans       | PSOE-PSC                          |
| 1999-2003 | Josep Santamans       | PSOE-PSC                          |
| 2003-2007 | Laura Vilagrà i Pons  | ERC en coalición con CiU          |
| 2007-2011 | Laura Vilagrà i Pons  | ERC                               |
| 2011-2015 | Laura Vilagrà i Pons  | ERC                               |
| 2015-2019 | Xavier Codina i Casas | ERC                               |

## Fiestas
- Fiesta Mayor - se celebra la segunda semana de junio.
- Feria de San Miguel - se celebra el 2 y 3 de octubre. En catalán llamada Fira de Sant Miquel
- Cena de bigotes y faldas - se celebra el 31 de octubre. En catalán llamada Sopar de bigotis i faldilles. La tradición dicta que se junten las juventudes del pueblo para cenar en la villa e ir a una discoteca de Manresa vestidos todos igual, ellos con bigote y ellas con falda.